# Ligne C du métro de Los Angeles
Pour les articles homonymes, voir Ligne C.
 (novembre 2024).
La ligne C (en anglais: C Line) est une ligne du métro de Los Angeles mise en service en 1995. D'une longueur de 31,5 kilomètres, elle relie Redondo Beach à Norwalk et est desservie par des métros légers. Son parcours est entièrement en site propre. Avant 2020, la ligne est nommée ligne verte.

## Histoire
En 1972, Caltrans signe un décret permettant la construction de la Century Freeway (Interstate 105) avec des dispositions pour un couloir de transport dans la médiane de l'autoroute. La construction de la ligne ferroviaire commence en 1987. Le tracé ouest était à l'origine prévu et partiellement construit pour se connecter à l'aéroport international de Los Angeles (LAX), mais au cours de la construction, à la suite d'une rénovation de l'aéroport, la Federal Aviation Administration exprime la crainte que les parties aériennes de la ligne ferroviaire n'interfèrent avec les trajectoires d'atterrissage des avions et le projet n'a pas été finalisé.
En mai 1988, la LA County Transportation Commission choisit un système automatisé intégral pour assurer le fonctionnement de la ligne. À cette fin, il est envisagé d'acquérir 36 véhicules pour une mise en service de la ligne en 1993. Un premier contrat est signé avec Sumitomo, mais le contrat est annulé au début de l'année 1992 afin que les véhicules soient plutôt fabriqués aux États-Unis. En revanche, l'exigence d'automatisation des véhicules demeure et le contrat est attribué à la société Union Switch & Signal (rachetée par l'italien Finmeccanica) en avril 1992. Finalement, le consortium japonais emporta un marché du matériel roulant réduit à 15 véhicules. La mise en place du système automatisé de la ligne est reportée, du fait des délais. Un appel d'offres visant l'acquisition du matériel roulant nécessaire pour équiper les lignes A et C est remporté par Siemens en 1993, un total de 74 véhicules est acquis et leur livraison débute en 1996.
Le coût de construction de la ligne atteint 718 millions de dollars (1,2 milliard de dollars corrigés de l'inflation).
La ligne C est mise en service le 12 août 1995. Elle est composée de 14 stations et n'a jamais connu d'extension.

## Tracé et stations

### Tracé

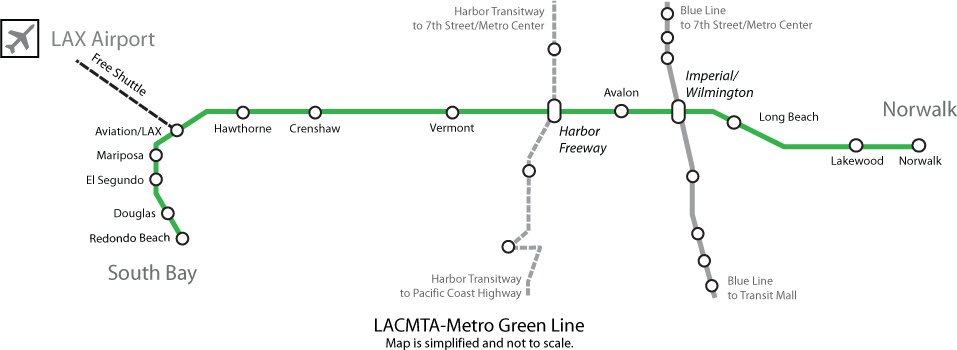
Plan de la ligne C.

La ligne C du métro est séparée des autres axes de transport et est constituée d'une emprise qui lui est propre,. Elle utilise le même matériel roulant que les lignes A et L, mais son corridor de circulation dédié et exclusif peut lui donner un caractère se rapprochant davantage de celui d'un métro que de celui d'un tramway. 
Outre Redondo Beach et Norwalk, elle dessert également El Segundo, Hawthorne, South Los Angeles, Lynwood, Downey, Paramount et Willowbrook, toutes des villes situées au sud de Los Angeles. La ligne est la seule du réseau du métro à ne pas passer par son centre-ville de Los Angeles. 
La ligne C, d'orientation est-ouest sur une grande partie de son trajet, est située dans la bande médiane de l'Interstate 105 (Century Freeway) de Norwalk à Aviation/LAX et passe sous l'échangeur autoroutier Judge Harry Pregerson. Sa section ouest, d'orientation nord-sud, jusqu'à Redondo Beach se poursuit sur une structure surélevée. Elle croise la ligne A à la station Willowbrook/Rosa Parks. La distance entre les stations Long Beach Blvd et Lakewood est particulièrement élevée, soit 6,8 km.  
La ligne passe à proximité de l'aéroport international de Los Angeles : une navette permet de le lier à la station Aviation/LAX.

### Liste des stations
Toutes ses stations sont surélevées ou situées en surface.
Les stations de métro de la ligne sont présentées d'ouest en est :
|  |   |  | Station                | Coordonnées                   | Localisation  | Correspondances                 |
|  | - |  | ---------------------- | ----------------------------- | ------------- | ------------------------------- |
|  | • |  | Redondo Beach          | 33° 53′ 41″ N, 118° 22′ 08″ O | Redondo Beach |                                 |
|  | • |  | Douglas                | 33° 54′ 19″ N, 118° 23′ 00″ O | El Segundo    |                                 |
|  | • |  | El Segundo             | 33° 54′ 58″ N, 118° 23′ 13″ O | El Segundo    |                                 |
|  | • |  | Mariposa               | 33° 55′ 25″ N, 118° 23′ 15″ O | El Segundo    |                                 |
|  | • |  | Aviation/LAX           | 33° 55′ 47″ N, 118° 22′ 42″ O | Los Angeles   | Ligne K du métro de Los Angeles |
|  | • |  | Hawthorne/Lennox       | 33° 56′ 01″ N, 118° 21′ 09″ O | Inglewood     |                                 |
|  | • |  | Crenshaw               | 33° 55′ 31″ N, 118° 19′ 35″ O | Hawthorne     |                                 |
|  | • |  | Vermont/Athens         | 33° 55′ 43″ N, 118° 17′ 30″ O | Los Angeles   |                                 |
|  | o |  | Harbor Freeway         | 33° 55′ 43″ N, 118° 16′ 51″ O | Los Angeles   |                                 |
|  | • |  | Avalon                 | 33° 55′ 39″ N, 118° 15′ 55″ O | Los Angeles   |                                 |
|  | o |  | Willowbrook/Rosa Parks | 33° 55′ 42″ N, 118° 14′ 17″ O | Willowbrook   | Ligne A du métro de Los Angeles |
|  | • |  | Long Beach Boulevard   | 33° 55′ 30″ N, 118° 12′ 36″ O | Lynwood       |                                 |
|  | • |  | Lakewood Boulevard     | 33° 54′ 47″ N, 118° 08′ 26″ O | Downey        |                                 |
|  | • |  | Norwalk                | 33° 54′ 50″ N, 118° 06′ 18″ O | Norwalk       |                                 |

1. ↑  Pour alléger le tableau, seules les correspondances notables sont indiquées.

## Équipements de la ligne

### Matériel roulant
Quinze véhicules P2020 furent livrés par Sumitomo en 1994 et mis en service en 1995 et 36 véhicules P2000 par Siemens en 1997. Les trains Kinkisharyo P3010 sont également utilisés. 
À l'ouverture, la ligne utilise du matériel roulant P2020 fabriqué par Nippon Sharyo similaire à ceux utilisés sur la ligne A. Les véhicules P2020 avaient un boîtier de commande automatique pour le service de la ligne à l'origine conçue pour être entièrement automatisée. 
À la fin de l'année 2001, ces voitures Nippon Sharyo P2020 ont été transférées au parc de matériel roulant de la ligne A lorsque la ligne C reçoit de nouveaux véhicules Siemens P2000, qui fonctionnent sur la ligne depuis. Ces véhicules disposent d'une commande automatique des trains, de la climatisation, d'interphones d'urgence, de places pour fauteuils roulants et de freinage d'urgence.
Lorsque la ligne C commence son service en 1995, elle ne fonctionnait qu'avec des trains à une voiture, soit dix-huit véhicules dont quinze livrés en 1994 et trois transférés de la ligne A. À mesure que l'achalandage augmentait, des trains à deux voitures sont mis en service. Si les stations de la ligne C dans la zone médiane de l'autoroute, ont été construites pour accueillir des trains de trois voitures, la ligne C n'a jamais utilisé de trains composés de plus de deux voitures car les stations à l'ouest de Aviation / LAX n'ont pas été construites pour accueillir des trains de trois voitures.
Les véhicules sont alimentés en 750 V cc par caténaire.

### Automatismes et signalisation
Les véhicules Siemens sont équipés du système de commande automatique, mais avec conducteur.  En avril 2001, le premier des véhicules P2000 en fonctionnement automatique du train (Automatic Train Operation ou ATO) est mis en service. Dans ce mode, l'opérateur du train appuie sur un bouton pour démarrer le train et ouvre et ferme les portes. L'ATO régule la vitesse du train et effectue des arrêts programmés aux stations. En juillet 2002, des défectuosités sont observées : certains trains s'arrêtent avec l'avant du train au-delà du quai de certaines stations. Pour s'assurer que tous les trains s'arrêtent en position sécuritaire, il est choisi d'opérer la ligne uniquement en conduite manuelle. Une révision du logiciel se révèle nécessaire et celle-ci est mise en œuvre en mars 2004. Des réclamations réciproques relatives au matériel roulant de la ligne C animent cependant la relation entre la LACMTA et Union Switch & Signal en 2005.

## Exploitation et fréquentation

### Desserte
Les trains de la ligne C du métro circulent entre 3 h 30 et minuit environ tous les jours. Le service les vendredis et samedis soir se poursuit jusqu'à environ 2 h 15. La ligne C circule avec des trains à une voiture le matin jusqu'à 5 h 30 et le soir à partir de 21 h. 
La ligne C étant en site propre, sa vitesse est bien plus importante que celle des trois lignes équipées du même type de matériel. Ses trains fonctionnant généralement avec une vitesse de pointe de 89–105 km/h sur la portion d'autoroute I-105. 
Il faut en moyenne 34 minutes pour relier la station de Redondo Beach à celle de Norwalk, soit une vitesse d'exploitation de 56 km/h.

### Tarification et financement
La tarification de la ligne est identique à celle en vigueur sur l'ensemble du réseau métropolitain.
Le financement du fonctionnement de la ligne est assuré par la LACMTA.

### Trafic
La ligne accueille plus d'un million de passagers par mois ; si elle n'est pas la ligne la plus fréquentée du réseau, elle offre toutefois une desserte de lieux assez stratégiques pour la ville, comme le grand aéroport de Los Angeles. La fréquentation de la ligne C n'a pas été aussi élevée que celle de la ligne A, car elle ne dessert pas le centre-ville, bien qu'elle ait eu une fréquentation plus élevée que la ligne L jusqu'en 2013. 

## Projet d'extension
Diverses études, non suivies d'effets du fait d'une absence de financement, ont suggéré d'étendre la ligne C au nord jusqu'à l'aéroport LAX, Westchester, l'Université Loyola Marymount et même Santa Monica. Une extension sud pourrait conduire le terminus de la ligne plus au sud-est, jusqu'à South Bay Galleria ou au-delà. Et sur l'extrémité est, la ligne pourrait être prolongée de son terminus actuel à la station Norwalk / Santa Fe Springs. 
En novembre 2024, à l'ouverture de l'extension de la ligne K vers le sud, la partie de la ligne C entre Mariposa et Redondo Beach sera intégrée à cette ligne-là. La ligne C ira alors jusqu'à LAX/Metro Transit Center, son nouveau terminus, où une navette automatique reliant l'aéroport à la ligne est en construction et devrait être mise en service en 2026.